# P. Nørkjærs Plads
P. Nørkjærs Plads er en offentlig plads, centralt i Hjørring med forbindelse via passager til gågaderne i Strømgade og Østergade. Pladsen blev indviet 5. juni 1989, og har navn efter erhvervsmanden Peter Nørkjær, hvis fond tog initiativ til og efterfølgende finansieret projektet. Området er i dag ejet af Hjørring Kommune. Hovedindgangen fra Østergade er markeret med en æresport, beklædt med glaserede kakler i mange forskellige farver - udført ligesom det store anlæg "Fontæne" på pladsen af billedhugger Bjørn Nørgaard samme år som pladsens indvielse.
Anlægget er udført i en blanding af bl.a. granit, bronze, mangefarvede kakler, fliser, vand og marmor - anlagt om en central, næsten symmetrisk akse. Den helt centrale del i vandkunsten er et hovedbassin placeret for enden af pladsen op mod Vendsyssel Kunstmuseum.
I hovedbassinet løfter seks bronzefigurer af mænd og kvinder, heriblandt Loke og Sigyn en Midgårdsorm med to hoveder. Midt i sceneriet befinder der sig en stillestående hyrde-lignende figur, en kristen reference, der som flere andre steder i anlægget blandes med fortællinger fra nordisk mytologi kombineret med barokke stiltræk.  Bag hovedbassinet står der i en rundbue tretten stiliserede menneskeskikkelser i forskellige kraftige farver. Fra bassinet løber vandet i en lige 33 meter lang akse ned gennem et rende med tre mindre damme. Vandet springer også lodret i rytmiske intervaller. Dette afsluttes med en knap 5 meter høj obelisk og en 1 meter høj grodt udhugget runesten. Obelisken er udsmykket med et uregelmæssigt granitbånd med et hoved i bronze øverst. I anlægget er der desuden indbygget musik, specielt komponeret til springvandet, der afspilles en gang hver time.

## Galleri
| - P Nørkjærs Plads - P Nørkjærs Plads - Indgang til P Nørkjærs Plads |